# Lijst van burgemeesters van Sint Anna ter Muiden
Dit is een lijst van burgemeesters van de voormalige Nederlandse gemeente Sint Anna ter Muiden tot die gemeente in 1880 opging in de gemeente Sluis.
| Ambtsperiode | Naam burgemeester                           | Leefde    | Partij of stroming | Bijzonderheden                                                                                 |
| ------------ | ------------------------------------------- | --------- | ------------------ | ---------------------------------------------------------------------------------------------- |
| 1797 - 1812  | Mattheus de Bruyne                          | geb. 1761 |                    | agent municipal, daarna maire                                                                  |
| 1812 - 1838  | Pieter de Bruyne fs. Mattheus, later d'oude | 1789-1847 |                    | achtereenvolgens maire, burgemeester, schout en opnieuw burgemeester; zoon van zijn voorganger |
| 1838 - 1853  | Pieter de Bruyne jr.                        | 1806-1879 |                    | burgemeester                                                                                   |
| 1853 - 1866  | Philip François Hennequin                   | 1799-1866 |                    | tevens burgemeester van Heille (1853-1866) en Sluis (1852-1855)                                |
| 1866 - 1878  | Pieter de Bruyne                            | 1806-1879 |                    | opnieuw burgemeester                                                                           |
| 1878 - 1880  | Jacob Hendrik Hennequin                     | 1820-1910 |                    | tevens burgemeester van Sluis (1855-1905)                                                      |